# Aladár Gerevich
Dans le nom hongrois Gerevich Aladár, le nom de famille précède le prénom, mais cet article utilise l’ordre habituel en français Aladár Gerevich, où le prénom précède le nom.
Aladár Gerevich, né le 16 mars 1910 à Jászberény (Autriche-Hongrie) et mort le 14 mai 1991 à Budapest (Hongrie) est un escrimeur hongrois.
Il est l'un des plus grands sabreurs de l'histoire. Il remporta une médaille d'or lors de six Jeux olympiques différents. Il est le seul athlète à avoir réussi cet exploit avec la kayakiste allemande Birgit Fischer et la cavalière allemande Isabell Werth.

## Palmarès
- Jeux olympiques
  -  Médaillé d’or au sabre par équipes en 1932 à Los Angeles
  -  Médaillé d’or au sabre par équipes en 1936 à Berlin
  -  Médaillé d’or au sabre par équipes en 1948 à Londres
  -  Médaillé d’or au sabre individuel en 1948 à Londres
  -  Médaillé d’or au sabre par équipes en 1952 à Helsinki
  -  Médaillé d’or au sabre par équipes en 1956 à Melbourne
  -  Médaillé d’or au sabre par équipes en 1960 à Rome
  -  Médaillé d’argent au sabre individuel en 1952 à Helsinki
  -  Médaillé de bronze au sabre individuel en 1936 à Berlin
  -  Médaillé de bronze au fleuret par équipes en 1952 à Helsinki
- Championnats du monde d'escrime
  -  Médaillé d’or au sabre individuel en 1951 à Stockholm
  -  Médaillé d’or au sabre individuel en 1955 à Rome
  -  Médaillé d’or au sabre par équipes en 1933
  -  Médaillé d’or au sabre par équipes en 1934
  -  Médaillé d’or au sabre par équipes en 1935
  -  Médaillé d’or au sabre par équipes en 1937 à Paris
  -  Médaillé d’or au sabre par équipes en 1951 à Stockholm
  -  Médaillé d’or au sabre par équipes en 1953 à Bruxelles
  -  Médaillé d’or au sabre par équipes en 1954 à Luxembourg
  -  Médaillé d’or au sabre par équipes en 1955 à Rome
  -  Médaillé d’or au sabre par équipes en 1957 à Paris
  -  Médaillé d’or au sabre par équipes en 1958 à Philadelphie
- Championnat international d'escrime
  -  Médaillé d’or au sabre individuel en 1935 à Lausanne
  -  Médaillé d’or au sabre par équipes en 1935 à Lausanne